# Polina Raiko
Pelaheia Andriivna Raiko (en ucraniano: Пелагея Андріївна Райко, de soltera Soldatova,  5 de mayo de 1928-15 de enero de 2004), conocida también como Polina Rayko, fue una pintora naíf ucraniana. A los 69 años comenzó a pintar las paredes de su casa. Convertida en monumento del patrimonio nacional ucraniano quedó sumergida en junio de 2023 por las inundaciones causadas tras la destrucción de la presa de Kajovka durante la invasión rusa.

## Biografía
Raiko nació el 15 de mayo de 1928 en Oleshky en una familia de tres hermanas.Durante la Segunda Guerra Mundial fue deportada a Alemania.Tras regresar a Ucrania, se casó con Nikolay Alekseyevich Raiko en 1950 a la edad de 22 años.El matrimonio sobrevivió gracias al cultivo de sus huertos y de los  trabajos estacionales en un koljoz. Tuvo dos hijos: Elena, nacida en 1951 y Sergey nacido en1954. En 1954 la familia se instaló en una casa en el número 74 de la calle Nyzhnia, Oleshky, cerca de los ríos Chaika y Konka.
Tanto su marido como su hijo eran alcohólicos. Sergey estuvo en prisión debido a diferentes actos vandálicos. Tras su liberación, tres años más tarde, apuñaló a su madre con un cuchillo. En 1994 falleció su hija Elena en un accidente automovilístico y el marido un año más tarde, así como su hijo que murió en  2002 a causa de una  cirrosis hepática.
En el otoño de 1998, comenzó a pintar las paredes de su casa para superar las dificultades familiares, utilizando su pensión mensual para comprar pintura y pinceles. Finalmente pintó toda la propiedad que llegó a convertirse en una atracción turística. En 2003, el grupo creativo Kherson Center Totem proyectó la publicación de  un álbum con las obras de Raiko.
Tras la muerte de Raiko, el 15 de enero de 2004, su nieto vendió la casa a Andrius Nemickas, un canadiense residente en Kiev casado con una ucraniana.El edificio, considerado monumento nacional,  estaba protegido por una ley federal sobre patrimonio cultural.
En 2022, durante la invasión rusa de Ucrania los activistas proucranianos de Jersón, utilizaron una paloma inspirada en las pinturas de Raiko como símbolo de resistencia cultural. La casa fue destruida en junio de 2023 tras las inundaciones producidas por la destrucción de la presa de Kajovka.